# آنخل مادراسو
آنخل مادراسو (انگلیسی: Ángel Madrazo؛ زادهٔ ۳۰ ژوئیهٔ ۱۹۸۸) دوچرخه‌سوار اهل اسپانیا است.
از باشگاه‌هایی که در آن بازی کرده‌است می‌توان به سونیر دوال-پرودیر، تیم موویستار، کاخا رورال-سگوروس رخا، و دلکو–مارسی پوونس کی‌تی‌ام اشاره کرد.